# Charles Custis
Charles François Custis (Brugge, 28 mei 1704 - 26 februari 1752) was een Brugs historiograaf en verzamelaar.

## Levensloop
Charles (ook Karel) Custis was een zoon van Edmond Custis (Rotterdam, 1651 - Brugge, 1724), die als Engelse consul naar Brugge kwam wonen en er een tweede huwelijk aanging met Marie-Norbertine Aerents.
Charles liep school bij de Engelse jezuïeten in Brugge, promoveerde vervolgens tot licentiaat in de rechten en vestigde zich als advocaat in Brugge. Hij vervulde onder meer de functies van 
- redenaar van het Proosse (1726),
- raadslid van Brugge (1731 en 1744),
- schepen van Brugge (1735 tot 1744),
- commies van de stadsfortificaties (vanaf 1741).

Hij was verder ook:
- gouverneur van de Bogaerdenschool (1728),
- lid (1733) en proost (1745) van de Edele Confrérie van het Heilig Bloed,
- lid van de Sint-Jorisgilde (1731).

Custis trouwde met Thérèse de Cridts (1708-1757). Na hun dood werden de beide echtelingen bijgezet in de familiekelder Arents in de Brugse Onze-Lieve-Vouwekerk. Ze hadden vijf kinderen, die weinig nazaten hadden. 
In 1727 werd hij in de erfelijke adel opgenomen. Hij noemde zich voortaan graag Custis de Calvoorde, naar een heerlijkheid die hij had verworven. 
Hij was in het bezit van een aanzienlijke verzameling boeken, handschriften en munten, alsook van een natuurkundig kabinet. Hij werd hiervoor bekend en geroemd.
Binnen zijn belangstelling voor geschiedenis en aardrijkskunde, interesseerde hij zich meer bepaald aan China en andere exotische landen. Hij bezat dan ook een aanzienlijke collectie boeken over niet-Europese landen en culturen. Hij bezat zowat het ganse oeuvre van de Duitse jezuïet Athanasius Kircher. Hij bezat ook 
- de Description géographique, historique (…) de l’empire de la Chine & de la Tartarie chinoise (Den Haag, 1736), van de jezuïet Jean-Pierre du Halde,
- de Histoire moderne ou l’Etat présent de l’empire de la Chine (Amsterdam, 1730), verschenen in de Histoire moderne van Thomas Salmon,
- het werk van de geleerde Franse jezuïet Louis Le Comte, Des cérémonies de la Chine (Luik, 1700),
- het werk van Juan de Palafox y Mendoza, Histoire de la conquête de la Chine par les Tartares (Amsterdam, 1725),
- de Nouvel Atlas de la Chine (Den Haag, 1737) van de Franse cartograaf Jean Baptiste Bourguignon d'Anville (1697-1782).

Toen vanaf 1814 de adelsbevestiging kon worden aangevraagd, was er in de familie Custis niemand meer beschikbaar of bereid om de aanvraag hiervoor in te dienen.

## Publicaties
Custis was een vruchtbaar schrijver, die talrijke werken heeft nagelaten. Ze zijn echter meestal in handschrift gebleven.
- Jaerboecken der stad Brugge, 2 volumes, 1738, Brugge, De Sloovere; nieuwe uitgave in 1765 met toevoeging door drukker Joseph Van Praet van een derde volume gewijd aan de periode 1749-1765.

Onder de handschriften, meestal bewaard in de Universiteitsbibliotheek van Gent, sommige in de stadsbibliotheek van Brugge, zijn te vermelden:
- Histoire profane de Bruges, met:
  - Historique de la ville de Bruges, avec la description sommaire de ses monuments civils et de ses antiquités
  - Notice sur les confréries de Saint-Georges, de Saint-Sébastien, de saint Michel, des Arquebusiers, des Canoniers, etc
  - Notice sur les confréries de l'Ours Blanc, de Notre-Dame de l'Arbre Sec, de la Société de rhétorique 'De Drij Sanctinnen'
  - Relevé des familles nobles de Bruges,
  - Le droit d'étaple de toutes sortes de marchandises accordé à la ville de Bruges
  - Elogia civitatis Brugensis variis authoribus conscriota
- Histoire des églises de Notre-Dame, de Saint-Sauveur, de Sainte-Walburge, de Saint-Jacques, de Saint-Gilles, de Sainte-Anne, de Sainte-Catherine, avec l'histoire et la description de l'abbaye d'Eekhoutte.
- Histoire, description et origine de l'église de Saint-Donat
- Origine et fondation de l'abbaye des Dunes.
- Histoire des abbayes d'Oudenbourg, de Saint-André, de Ter Doest et de Soetendaele.
- Histoire et description des autres couvents d'hommes et de femmes à Bruges.
- Histoire et descriptions des hôpitaux, fondations pieuses et chapelles particulières de la ville de Bruges.
- Archives de Bruges, ou recueil des fondations, donations, privilèges, diplômes, règlements, statuts, ordonnances, etc., concernant la Ville de Bruges, le Franc et le Diocèse, 11 volumes.
- Fama Brugensis resonans vita et scriptas Brugensium (...), 3 volumes.
- Verzamelinghe van de besondere vertooningen binnen Brugge verbeeld op den 10den October 1740 (...). (Zilveren bisschopsjubileum van Hendrik Jozef van Susteren).
- Histoire du Pays du Franc et de ses magistrats.
- Mémoires sur la noblesse de Bruges (...).
- Mémoires pour servir à l'histoire politique de la ville de Bruges, 4 volumes.
- Bibliothèque d'un gentilhomme ou instruction d'un père à son fils, pour lui ouvrir le chemin aux belles-lettres, aux arts et aux sciences.